# Epaphroditus Champion

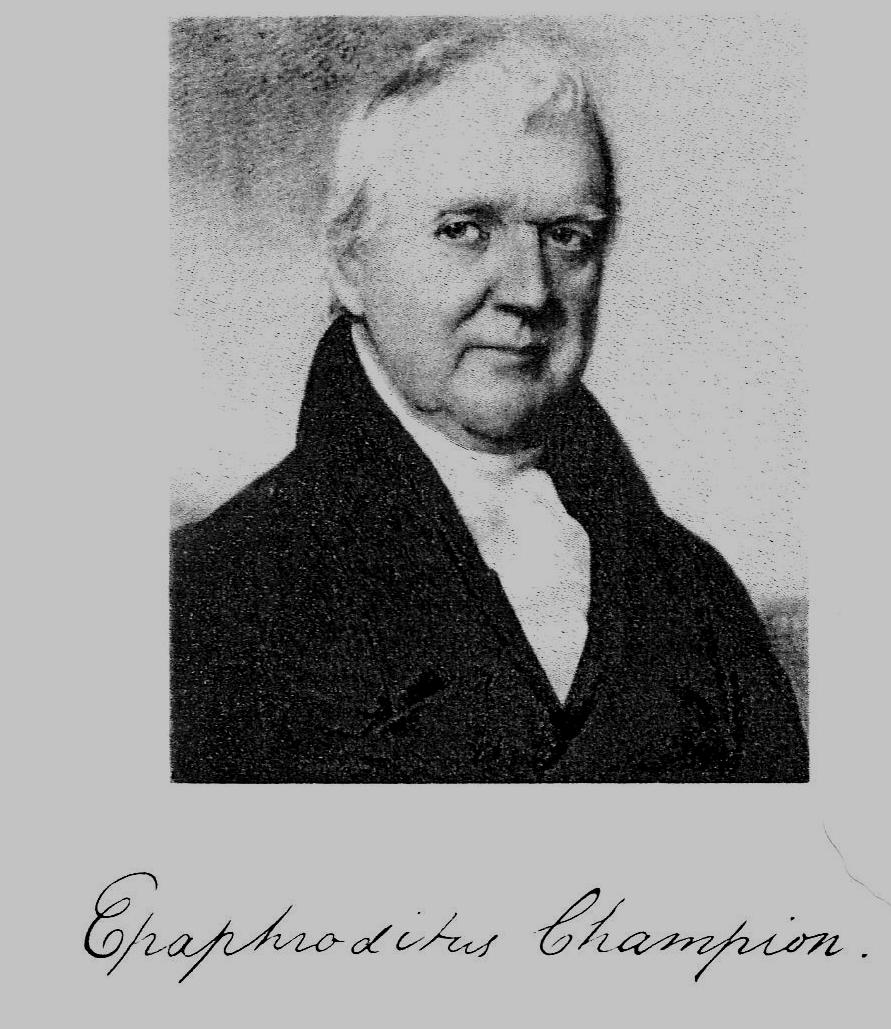
Epaphroditus Champion

Epaphroditus Champion (* 6. April 1756 in Colchester, Colony of Connecticut; † 22. Dezember 1834 in East Haddam, Connecticut) war ein US-amerikanischer Politiker. Zwischen 1807 und 1817 vertrat er den Bundesstaat Connecticut im US-Repräsentantenhaus.

## Werdegang
Epaphroditus Champion besuchte die öffentlichen Schulen seiner Heimat und genoss zeitweise auch eine private Ausbildung. Während des Unabhängigkeitskrieges war er Soldat der Kontinentalarmee. Im Jahr 1782 zog er nach East Haddam. Zwischen 1784 und 1803 stieg er in der Miliz seines Staates vom Hauptmann bis zum Brigadegeneral auf. Danach war er als Kaufmann im Im- und Exportgeschäft tätig. Zu diesem Zweck besaß er auch einige Schiffe.
Champion war Mitglied der Föderalistischen Partei. Zwischen 1791 und 1806 saß er als Abgeordneter im Repräsentantenhaus von Connecticut. Bei den Kongresswahlen des Jahres 1806, die in Connecticut staatsweit abgehalten wurden, wurde er in das US-Repräsentantenhaus in Washington gewählt. Dort nahm er als Nachfolger von Theodore Dwight den dritten Abgeordnetensitz seines Staates ein. Nach vier Wiederwahlen konnte er bis zum 3. März 1817 fünf Legislaturperioden im Kongress absolvieren. In diese Zeit fiel der Britisch-Amerikanische Krieg von 1812.
Nach dem Ende seiner Zeit im Repräsentantenhaus nahm Champion für einige Zeit seine alten Tätigkeiten wieder auf. Er zog sich dann aber in den Ruhestand zurück und starb im Dezember 1834 in East Haddam.